# 梅村 (沃州)
梅村（法語：Mex）是瑞士联邦西部法语区的沃州下设的一个镇。在行政上属于沃州格罗区管辖。梅村的总面积为2.83平方公里。截至2010年底，总人口为654。